# إميل هولم
إميل هولم (بالفنلندية: Emil Holm)‏ هو لاعب رماية فنلندي، ولد في 2 سبتمبر 1877 في Larsmo ‏ في فنلندا، وتوفي في 1968.

## وصلات خارجية
- إميل هولم على موقع الاتحاد الدولي (الإنجليزية)
- إميل هولم على موقع اللجنة الأولمبية الدولية (الإنجليزية)
- إميل هولم على موقع أوليمبيديا (الإنجليزية)